# Staccato
Staccato ([stakˈkaːto]; Tiếng Ý còn có nghĩa là "tách ra") là một hình thức diễn tấu trong âm nhạc. Trong ký hiệu âm nhạc hiện đại ngày nay, staccato biểu thị việc rút ngắn thời lượng phát ra âm thanh của nốt nhạc, một cách biểu thị khác là ghi theo sau nốt nhạc một hoặc nhiều dấu lặng. Thuật ngữ này đã được các nhà lý thuyết âm nhạc mô tả và xuất hiện trong âm nhạc sớm nhất từ năm 1676.

## Ký hiệu
Trong âm nhạc thế kỷ 20, một dấu chấm thường được đặt trên hoặc dưới một nốt nhạc, cho biết rằng nốt nhạc ấy nên được chơi staccato và một dấu wedge được sử dụng cho staccatissimo thì có cường độ âm thanh mạnh mẽ hơn. Tuy nhiên trước năm 1850, mọi dấu chấm, dấu gạch ngang và dấu wedge có thể đều mang cùng một ý nghĩa, mặc dù một số nhà lý thuyết âm nhạc từ đầu những năm 1750 đã phân biệt các mức độ khác nhau của chúng thông qua việc sử dụng dấu chấm và dấu gạch ngang cho Staccato. Họ ký hiệu rằng dấu gạch ngang cho biết âm thanh ngắn hơn, sắc nét hơn và dấu chấm thì phát ra âm thanh dài hơn, nhẹ hơn.
Một số ký hiệu đã được sử dụng vào cuối thế kỷ 19 và đầu thế kỷ 20 để phân biệt rõ ràng hơn các sắc thái tinh tế của staccato. Những ký hiệu này liên quan đến sự kết hợp khác nhau của các dấu chấm, dấu gạch ngang dọc, dấu gạch ngang, dấu wedge dọc và ngang, cũng như những thứ tương tự, nhưng những nỗ lực tiêu chuẩn hóa các ký hiệu này thường không thành công.
Ví dụ dưới đây minh họa phạm vi xuất hiện của các dấu chấm:
Trong ô nhịp đầu tiên, các cặp nốt nằm trong cùng một phần âm nhạc (hoặc giai điệu) vì chúng nằm trên một hệ thống giọng chung. Dấu chấm có thể áp dụng cho cả hai nốt của một hợp âm. Ở ô nhịp thứ hai, các cặp nốt có nốt gốc và nốt ngọn riêng biệt biểu thị hai phần âm nhạc khác nhau, vì vậy dấu ngắt chỉ áp dụng cho những nốt trên.
Đối lập với staccato là legato. Legato lại biểu thị việc các nốt dài và liên tục, không bị ngắt quãng. Có một hình thức diễn tấu nằm giữa Staccato và Legato được gọi là mezzo staccato hoặc non legato.
Trong phần mềm soạn thảo âm nhạc Sibelius, "staccato thường sẽ rút ngắn trường độ một nốt nhạc xuống 50%."

## Staccatissimo
Trong ký hiệu âm nhạc, staccatissimo (số nhiều: staccatissimi hoặc staccatissimos theo Anh hóa) chỉ ra rằng các nốt sẽ được chơi cực kỳ ngắt và riêng biệt, chính là dạng mạnh nhất của staccato. Điều này có thể được biểu thị bằng các nốt nhỏ trên hoặc dưới nốt nhạc, tùy thuộc vào hướng gốc, như trong ví dụ này từ Bản giao hưởng số 0 của Bruckner ở giọng Rê thứ:
Ngoài ra, Staccatissimo có thể được ký hiệu bằng cách viết từ "staccatissimo" hoặc viết tắt "staccatiss" viết ngoài khuông nhạc. Một số nhà soạn nhạc chẳng hạn như Mozart đã sử dụng dấu chấm staccato kèm theo một staccatissimo hướng dẫn bằng văn bản khi chúng có nghĩa là đoạn văn sẽ được chơi staccatissimo.